# Pedro Solberg Salgado
Pedro Salgado Collett Solberg (ur. 27 marca 1986 w Rio de Janeiro) – brazylijski siatkarz plażowy.